# Jacques Taurand
 (mars 2009).
Si vous disposez d'ouvrages ou d'articles de référence ou si vous connaissez des sites web de qualité traitant du thème abordé ici, merci de compléter l'article en donnant les références utiles à sa vérifiabilité et en les liant à la section « Notes et références ».
Jacques Taurand, né le 29 juillet 1936 à Paris 11e et mort le 20 mai 2008 à Eaubonne, est un écrivain et un poète français.

## Biographie
Jacques Taurand a passé une grande partie de sa prime jeunesse et de son adolescence à Saint-Cloud. Son éveil à la poésie a eu lieu vers sa seizième année. Deux ans plus tard, une rencontre sera déterminante, celle de Louis Guillaume. Jacques Taurand a dix-huit ans et, à la lecture des textes qu’il soumet au poète de Noir comme la mer, celui-ci lui prodigue de précieux conseils et l’encourage à persévérer.
En 1958, Taurand résilie son sursis. Il fera partie de la cohorte des appelés en Algérie. De cette période éprouvante verra le jour, quelques années plus tard, une longue nouvelle, entre réalité et fiction : Un Dimanche, remarquée par Mohammed Dib (Des fragments de cette nouvelle ont été publiés dans la revue Algérie Littérature no 85 / 86 en nov.2004).
De retour du service militaire, il se marie. Deux fils seront les fruits de cette union. La vie professionnelle ne tarde pas à accaparer Jacques Taurand qui gravira rapidement les échelons pour accéder à d’importantes responsabilités. Il ne délaissera pas pour autant la poésie ; il continue en effet d’écrire et d’accumuler des poèmes qui verront le jour à partir de 1979. Deux grandes rencontres vont marquer son parcours : celle de Michel Manoll dont il deviendra plus tard le biographe, puis de Jacques Rabemananjara, ex Vice-Président de Madagascar, l’un des chantres de la négritude, qui préfacera son second recueil : Paroles d’eau. Jacques Taurand a consacré de nombreux écrits à ces deux grands poètes auxquels il a également rendu hommage par des conférences.
En 1998, le poète Jacques Simonomis l’invite à faire partie du Comité de rédaction de la revue qu’il dirige : Le Cri d’Os, où Taurand retrouvera Jehan Despert et Christophe Dauphin. Cette fructueuse collaboration prendra fin avec le dernier numéro en 2003. 
Jacques Taurand, qui s’est retiré à L’Isle-Adam en 1994, poursuit son activité littéraire dans ses différents domaines de prédilection, la poésie, la nouvelle et l’essai. Il chronique également des recueils de poèmes, en particulier dans la revue : Les Hommes sans épaules.
L‘art poétique de Jacques Taurand, à l’opposé des abstractions intellectuelles, prend sa source dans la réalité et s’inscrit dans une veine lyrique et humaniste. Une émotion contenue, travaillée, se développe en images analogiques, nous faisant passer de la matière brute du quotidien sur le plan esthétique. Pierre Seghers, qui l’avait qualifié de poète mezza-voce, ajoutait : « … un art de dire où tout est en nuances, tout en réserve et en discrétion. ». Quant à Michel Manoll, il avait écrit à son sujet : « Qui aura la révélation de votre poésie en demeurera profondément imprégné. Ce qui en accentue la portée, c’est qu’elle coule de source, qu’elle est à la fois plénitude et achèvement, rigueur et simplicité.»
C’est notamment en raison de son amitié avec Michel Manoll, que l’on a souvent qualifié Jacques Taurand d’héritier de l'École de Rochefort , dont le maître-mot fut Liberté. Manoll en fut l’un des principaux protagonistes. Cette importante école littéraire fut fondée et animée dans une époque sombre par Jean Bouhier, à Rochefort-sur-Loire, de 1941 à 1944. Jacques Taurand a écrit (in Christophe Dauphin, Jacques Taurand entre l’aile et le vide, Les Hommes sans Epaules no 26, 2008) : « Ce qui est très important c’est de se souvenir que tous les poètes de cette école étaient provinciaux, non pas dans le sens péjoratif, mais au contraire : très ancrés dans la terre, dans la réalité de la vie… Ce qui je crois a fait la popularité de ce mouvement, c’est je crois, son aspect humain. Tous ces poètes avaient 20-30 ans et ils vivaient mal les catastrophes de la guerre, mais aussi l’amitié était leur premier ciment. Leur devise a été exprimée par Cadou : On joue les cœurs sur table. L’idée était donc de rajeunir, de renouveler un confluent du surréalisme et du romantisme. » Mais il n’y a pas que l’amitié avec Manoll ; il y a surtout la proximité de la thématique et de l’écriture de Jacques Taurand avec les poètes de la Loire. Jacques Taurand, frère de René Guy Cadou, de Luc Bérimont, de Jean Rousselot et de Michel Manoll, ne s’en est jamais défendu : « Je suis le descendant des descendants. Mais l’idée de l’Ecole de Rochefort vit encore dans l’esprit de beaucoup de poètes modernes. » Il nous semble toutefois abusif de le cantonner à ce seul registre. Sa relation aux poètes de Rochefort fut, par-delà le temps, une relation de sang, fraternelle et humaine. Jacques Taurand, en effet, tout comme ses aînés, célébrait sans illusion, dans sa vie comme dans son œuvre, la grande moisson de l’amitié, de l’amour, de la force, de la beauté et des « biens de ce monde ». Cette filiation, le poète l’a donc pleinement assumée, mais avec ses propres armes, comme l'attestent les recueils et plaquettes qu’il publie à partir de 1980.
Il n’y a point de fioritures ou de gratuité verbale chez Jacques Taurand, qui a toujours fui « la poésie intellectuelle, tout ce qui est fabriqué par l’esprit seul et sec. Celle des fameux abstracteurs de quintessence » ; point d’obligation d’écriture, non plus. Le poète se refuse à « écrire pour écrire », à fabriquer des poèmes, et donc à fausser la donne en forçant l’inspiration. Pour Jacques Taurand, le poème naît forcément d’une émotion, comme il l’a écrit lui-même : « Le travail consiste, à mes yeux, à tailler la Pierre brute de l’Emotion… L’émotion est mouvement de l’âme aussi le poème s’applique-t-il à éveiller, à capter, à révéler ce mouvement avec lequel il tente de se confondre mais avec lequel aussi il s’enfuit et sombre ». Le poème de Taurand est toujours en prise immédiate avec la vie, là où les boucles d’un soleil – jouent avec les doigts de l’instant. Le poème donne à voir autant qu’il aide à voir ; donne à vivre, autant qu’il aide à vivre celui qui l’écrit, comme celui qui le lit : Je vous attends – au coin de cette page – nous y parlerons – et dirons la vie. Quant au ton et au registre des poèmes ; c’est Pierre Seghers, le premier, qui les qualifia de mezza voce. Jacques Tauran, en effet, a toujours préféré l’intimisme, se sentant davantage à l’aise dans ce qui est murmuré, dans ce qui garde l’empreinte de la nuit, qui entre dans la lumière rasante du matin ou du crépuscule.

### Poésie
- Reflets du silence (Millas Martin Éditeur, 1980)
- Paroles d’eau (Ed. Candice ; préface de Jacques Rabemananjara, 1989)
- Miroirs de l’ombre (La bartavelle Éditeur, 1994 ; Grand Prix de la ville de La Baule)
- Fragmenfance (Ed. Associatives Clapàs, coll. ‘Franche Lippée, préface de Christophe Forgeot, 1997)
- Cinq poèmes pour un seul chant (Ed. Clapàs ; coll. ‘Les Pierres du Pressoir, 1998)
- Les Jeux de l’écume (Ed. Encre Vives ; postface de Chantal Danjou, 1998)
- Échos d’un soleil (Ed. Librairie-Galerie Racine ; préface de Jehan Despert, 1999)
- La Cendre des heures (L’Harmattan ; coll. Poètes des cinq continents, 2001)
- Le Partage inventé (poèmes sur des huiles et lavis de Jean-Marie Girard – Ed. Soleil natal ; coll.Nouvelle Tour de feu, 2004)
- Les Allées du temps (Ed. de Saint Mont ; postface de Christophe Dauphin, 2006)
- Une Voix plus lointaine (Editions des Silves ; préface de Jean Chatard, 2007)

### Nouvelles
. Aux Editions associatives Clapàs :
- Un Été à L’Isle-Adam (1997, 1re édition – 15 pages.) – Le Jardin des cinq sens ( 1998, 1re édition - 21 p.) - Les Moutons de Kerhop (1998, 18 p.) - Les Cloches de Saint-Joly (1999, 28 p.) - Un dimanche ( 2000, 40 p.) - Jour de grève (2000, 20 p.) - Les Fantaisies d’un fonctionnaire (2000, 28 p.) - Le Passant (2002, 47 p.)

. Aux Editions de Saint Mont :
- Un Été à L’Isle-Adam suivi de : Le Jardin des cinq sens (2005, 58 p.)

### Récits
- Front de mer (Ed. Ass. Clapàs, 2003 – 82 p.)
- Le Château de nulle part (L’Harmattan, 2004 – 105 p.)

### Essais
- Michel Manoll ou l’envol de la lumière (L’Harmattan ; coll. Espaces littéraires ; avant-propos de Jean Rousselot, 1997 – 300 p.)
- Au Pays de l’inconsolé, lettres à Gérard de Nerval (L’Harmattan ; coll. Espaces littéraires, 2007 – 105 p.)

### Dossiers – hommages
- Michel Manoll illusionniste de génie (Rimbaud Revue no 5, oct. 1995)
- Vie et œuvre de Michel Manoll (Revue Friches –‘Grandes Voix contemporaines’ - no 59, été 1997)
- René Guy Cadou (‘Toutes les rivières du printemps’ ; Revue Poésie sur Seine, no 36 avril 2001)
- Francis Carco ‘Passeur des ombres et chantre de la pluie’ (Poésie sur seine no 39, décembre 2001)
- Paul-Jean Toulet ‘Fleurettiste des Lettres’ (Poésie sur seine, décembre 2002)
- Hölderlin ‘L’ange exilé’ (Poésie sur Seine, no 46, septembre 2003)
- Jacques Rabemananjara ou l’oiseau roc, suivi de : Lamba par F.X Mahah (Friches no 67, été 1999)
- Jacques Rabemananjara ou la passion de la liberté, suivi d’un entretien avec le poète, en collaboration avec F.X Mahah (revue Le Cri d’Os no 27 / 28 – 2e trimestre 1999)
- Jacques Simonomis ‘Un Mohican des temps modernes (Revue l’Oreillette, Ed. Clapàs – no 34, août 2001)
- Ernest Delève ou la parole dans l’espace (Revue Les Hommes sans Epaules no 19, premier semestre 2005).

### Autres publications
. Nouvelles publiées en revues :
- La Langue des nuages (Rimbaud Revue no 4, 1995 - réédition dans le Journal Littéraire no 63, novembre 2005)
- Ce jour-là (Rimbaud Revue, no 10, avril 1997)
- La Cadence (Revue le Cri d’Os no 29 / 30, 1er sem. 2000 –
- réédition dans le Journal Littéraire no 41, janvier 2004)
- Les Sirènes (Revue ‘De l’autre côté du mur’, décembre 1999)
- Œil pour œil (Le Cri d’Os no 25 / 26, 1er sem. 1999)
- La Rose de Janus (La Nouvelle Tour de Feu no 45)
- Recueillement (Le Cri d’Os, no 37 / 38, octobre 2002)
- Un Dimanche (Fragments - Algérie Littérature, no 85 / 86, novembre 2004)

### Divers
- Introduction à la poésie d’aujourd’hui de Michel Manoll (Les Cahiers de Vésonne no 2 – Ed. Fanlac, 1998)
- Isis-Joyce : Une rencontre avec Joyce Mansour (Le Cri d’Os no 25 / 26, 1er sem. 1999).
- La Maison d’été (Approche du roman de René Guy Cadou – Le Cri d’Os no 33 / 34, juillet 2001)
- Visages de la poésie (texte de conférence publié par Poésie sur Seine no 40, mars 2002)
- Vous avez dit POÉSIE (Numéro spécial Sac à mots, coll. Voix Express, p. 21 à 23 – oct. 2003)
- Il était la Grande Ile (hommage posthume à Jacques Rabemananjara – MADAGASCAR magazine no 38 – 2005)
- Le Familistère de Guise (Vie et œuvre de Jean-Baptiste André Godin, fondateur du Familistère – Revue : Supérieur Inconnu, no 4, décembre 2006)

## Sources et références
- Poésie sur Seine no 26, septembre 1998.
- Le Cri d’Os no 33 / 34, juillet 2001 (Un entretien avec Jacques Simonomis.)
- Friches no 73, Hiver 2000 / 2001.
- 7 à dire no 13, nov. – décembre 2004.
- Les Hommes sans Epaules, no 23 / 24 - Année 2007.
- Christophe Dauphin, Jacques Taurand entre l’aile et le vide, Les Hommes sans Epaules no 26, 2008.

(À paraître : dossier sur J.T. dans le no 3 de la revue INCOGNITA)